# 파브리병
파브리병(Fabry disease)은 앤더슨-파브리병으로도 알려진 질병으로, 신장, 심장, 피부를 포함한 신체의 많은 부분에 영향을 미칠 수 있는 희귀한 유전병이다. 파브리병은 리소좀 축적병이라는 질환군 에 속한다. 파브리병을 일으키는 유전적 돌연변이는 스핑고지질로 알려진 생체 분자를 처리하는 효소의 기능을 방해하여 스핑고지질이 혈관 및 기타 기관의 벽에 축적되도록 한다. X염색체 연관으로 유전된다.
때때로 질병 발생과 관련된 알파-갈락토시데이스라고 하는 효소의 활성을 측정하는 혈액 검사를 사용하여 진단되지만 특히 여성의 경우 유전자 검사도 때때로 사용된다.
파브리병의 치료는 상태에 영향을 받는 장기에 따라 다르며 부족한 효소를 대체하여 근본적인 원인을 해결할 수 있다.
1898년 피부과의사 요하네스 파브리와 외과의사 윌리엄 앤더슨이 동시에 처음으로 기술했다.

## 징후 및 증상
증상은 일반적으로 유아기에 처음 경험되며 진단하기가 매우 어려울 수 있다. 많은 임상의에게 파브리병의 희귀성은 때때로 오진으로 이어진다. 질병의 징후는 일반적으로 개인이 나이가 들면서 그 수와 심각도가 증가한다.

### 통증
사지(말단마비) 또는 위장관(GI)의 전신 또는 국소 통증은 파브리병 환자에게 흔하다. 이 통증은 시간이 지남에 따라 증가할 수 있다. 이 말단 감각 이상은 통증을 전달하는 말초 신경 섬유의 손상과 관련이 있는 것으로 여겨진다. 위장관 통증은 혈류를 방해하고 통증을 유발하는 위장관의 작은 맥관 구조에 지질이 축적되어 발생하는 것 같다.

### 신장
신장 합병증은 질병의 흔하고 심각한 영향이다. 만성 신장 질환과 신부전은 평생 동안 악화될 수 있다. 소변에 단백질이 있으면(거품 소변을 유발함) 종종 신장 침범의 첫 징후이다. 파브리병 환자의 말기 신부전은 일반적으로 생후 30대에 발생하며 이 질병으로 인한 일반적인 사망 원인이다.

### 심장
파브리병은 여러 방식으로 심장에 영향을 미칠 수 있다. 심장 근육 세포 내에 스핑고지질이 축적되면 심장 근육이 비정상적으로 두꺼워지거나 비대가 발생한다. 이 비대는 심장 근육이 비정상적으로 뻣뻣해지고 긴장을 풀 수 없게 하여 숨가쁨을 유발하는 제한성 심근병증으로 이어질 수 있다.
파브리병은 또한 심장이 전기 자극을 전도하는 방식에 영향을 미쳐 완전한 심장 차단과 같은 비정상적으로 느린 심장 박동과 심실성 빈맥과 같은 비정상적으로 빠른 심장 박동을 유발할 수 있다. 이러한 비정상적인 심장 박동은 실신, 심계항진 또는 심장 돌연사를 유발할 수 있다.
스핑고지질은 또한 심장 판막 내에 축적되어 판막을 두껍게 하고 판막이 열리고 닫히는 방식에 영향을 줄 수 있다. 심할 경우 판막이 새거나(역류) 혈액의 전방 흐름이 제한(협착)될 수 있다. 대동맥판과 승모판은 심장 오른쪽에 있는 판막보다 더 일반적으로 영향을 받는다.

### 피부
혈관각화종(신체의 모든 부위에 나타날 수 있지만 허벅지, 배꼽 주변, 둔부, 하복부 및 사타구니에 우세한 작고 통증이 없는 구진)이 일반적이다.
무한증(발한 부족)은 일반적인 증상이며 덜 일반적으로 다한증(과도한 발한)이다.
또한, 환자는 신경병증(특히 사지 작열통)과 함께 레이노병 유사 증상을 나타낼 수 있다.
각막 와류 각막병증(vortex keratopathy), 즉 각막 혼탁을 나타내는 안구 침범이 있을 수 있다. 각막병증은 무증상 환자에서 나타나는 특징일 수 있으며 소용돌이 각막병증의 다른 원인(예: 각막에 약물 침착)과 구별되어야 한다. 이 혼탁은 시력에 영향을 미치지 않는다.
다른 안구 소견으로는 결막 및 망막 혈관 이상과 전방/후방 스포크 유사 백내장이 포함될 수 있다. 이러한 증상으로 인한 시각적 감소는 흔하지 않는다.

### 기타 증상
피로, 신경병증(특히 사지 통증, 손과 발이 붉었다 말았다를 반복), 뇌졸중 위험 증가로 이어지는 뇌혈관 영향 - 초기 뇌졸중, 주로 척추기저계 이명, 현기증, 메스꺼움, 체중 증가, 화학적 불균형 및 설사는 다른 일반적인 증상이다.

## 병인
파브리병은 정상적으로 기능하지 않는 DNA 서열(유전자)에 의해 발생한다. 이 유전자를 물려받은 사람은 알파-갈락토시다아제 A로 알려진 기능 효소가 충분하지 않는다. 알파-갈락토시다아제가 부족하면 파브리병이 발생한다. 돌연변이로 인한 알파 갈락토시다아제 A(GLA에 의해 인코딩되는 a-GAL A)의 결핍은 글로보트리아오실세라마이드(Gb3, GL-3 또는 세라마이드 트리헥소사이드로 약칭)로 알려진 당지질이 혈관, 기타 조직 및 기관 내에 축적되도록 한다. 이 축적으로 인해 적절한 기능이 손상된다.
GLA 유전자에서 적어도 443개의 질병 유발 돌연변이가 발견되었다. 질병을 일으키는 DNA 돌연변이는 이형접합 암컷에서 불완전한 침투를 가진 X-연관 열성이다. 이 상태는 반접합 남성(즉, 모든 간성이 아닌 남성)과 동형접합, 그리고 많은 경우 이형접합 여성에게 영향을 미친다. 남성은 일반적으로 심각한 증상을 경험하지만 여성은 무증상에서 심각한 증상까지 다양할 수 있다. 연구에 따르면 많은 여성들이 초기 백내장 또는 뇌졸중에서 비대성 좌심실 심장 문제 및 신부전에 이르는 심각한 증상을 경험한다고 한다. 이러한 변동성은 암컷의 배아 발달 동안 X-비활성화 패턴으로 인한 것으로 생각된다.

## 매커니즘
파브리병은 알파-갈락토시다아제 A의 결핍으로 인해 발생하는 유전성 리소좀 저장 장애이다. 이 효소 결핍은 리소좀과 대부분의 세포 유형 및 조직에서 발견되는 글리코스핑고지질의 축적의 결과로, 다중 시스템으로 간주된다. 적응증에는 고통스러운 위기, 혈관 각화종, 각막 이영양증 및 저수압증이 포함된다. 심한 경우에는 신장, 뇌혈관 및 심장 침범이 있으며 파브리 환자의 조기 사망의 주된 원인이다. 파브리병은 X-연관이며 동형접합 남성뿐만 아니라 이형접합 여성에서도 주로 나타난다. 심장 침범은 Fabry 환자에서 재발한다. 환자는 비대성 심근 병증, 부정맥, 전도 이상 및 판막 이상이 발생했다. 리소좀 알파-갈락토시다제의 활성이 부족하면 리소좀 내 글로보트리아오실세라마이드(GL-3)가 점진적으로 축적되며, 이는 일련의 세포 사건을 유발하는 것으로 여겨진다. 현저한 알파-갈락토시다제 결핍의 입증은 동형접합 남성의 진단을 위한 결정적인 방법이다. 이형접합 암컷에서 검출될 수 있지만 임의의 X-염색체 불활성화로 인해 결정적이지 않은 경우가 많으므로 암컷의 분자 검사(유전자형)는 필수이다.

## 진단
파브리병은 개인의 임상 양상에 따라 의심되며 알파-갈락토시다제 활성 수준을 측정하기 위해 효소 분석(보통 백혈구에서 수행됨)으로 진단할 수 있다. 효소 분석은 X-비활성화의 무작위 특성으로 인해 여성의 질병 진단에 신뢰할 수 없다. GLA 유전자의 분자 유전학적 분석은 특히 남성 가족 구성원에서 돌연변이가 이미 확인된 경우 여성에서 가장 정확한 진단 방법이다. 많은 질병을 일으키는 돌연변이가 지적되었다. 과도한 지질 축적이 확인되면 신장 생검에서 파브리병을 시사할 수도 있다. 소아과 의사와 내과의는 일반적으로 파브리병을 오진한다. 같은 가족의 직계가족과 확대가족은 모두 같은 가족돌연변이를 가지고 있기 때문에 가족 중 한 사람이 DNA 염기서열 분석을 하면 전체 유전자를 검사하는 것이 아니라 표적 염기서열 분석을 통해 다른 가족 구성원을 진단할 수 있다. 표적 시퀀싱은 수행하는 데 더 빠르고 비용이 적게 든다. 한 연구에 따르면 가족의 모든 첫 번째 진단에 대해 평균적으로 5명의 추가 가족 구성원(직접 및 확장)도 진단된다.
MRI는 좌심실 질량과 두께 및 비대에 접근하는 데 정확하다. 늦은 가돌리늄 조영증강은 일반적으로 비비대성 심실에서 좌심실 바닥의 내측벽에서 중간벽의 증가된 신호를 보여준다. T1 강조 영상은 질병의 영향을 받은 환자의 40%에서 심실 비대가 없더라도 심장에 스핑고지질 저장으로 인해 낮은 T1 신호를 나타낼 수 있다. 따라서 MRI는 질병을 조기에 진단하는 유용한 방법이다. T2 신호는 염증과 부종에서 증가한다.

## 치료
파브리병에 사용할 수 있는 치료법은 알파 갈락토시다아제 A 효소의 활성 감소라는 근본적인 문제를 해결하여 장기 손상 위험을 줄이는 것을 목표로 하는 치료법과 이미 장기 손상이 발생한 경우 증상 및 기대 수명을 개선하는 치료법으로 나눌 수 있다.

### 효소 활동을 표적으로 하는 치료법
- 효소 대체 요법은 유전적 기능 장애로 인해 환자에게 부족한 효소를 제공하기 위해 고안되었다. 이 치료는 완치는 아니지만 질병 진행을 부분적으로 예방하고 잠재적으로 일부 증상을 되돌릴 수 있다. 2022년 3월 현재 효소 대체 요법에 기반한 두 가지 의약품이 파브리병에 사용 가능하다.
  - Agalsidase alfa는 다케다(Takeda)사가 Replagal이라는 상표명으로 판매하고 있으며(Shire사를 인수한 이후) 알파-갈락토시다제 A의 재조합 형태로 2001년에 EU에서 승인을 받았다. 그러나 Shire는 2012년 FDA가 승인 전에 추가 임상 시험을 요구할 것이라는 이유로 미국에서의 승인 신청을 철회했다. 2022년 3월 현재 레플라갈은 FDA 승인을 받지 못했다.
  - 사노피(Sanofi)사가 Fabrazyme이라는 상표명으로 판매하는 아갈시다제 베타는 알파-갈락토시다제의 또 다른 재조합 형태이다. 레플라갈과 마찬가지로 2001년 유럽연합(EU)에서 승인을 받았다. 2003년에는 파브리병 치료제로는 처음으로 FDA 승인을 받았다.
  - Pegunigalsidase alfa(Elfabrio)는 2023년 5월 유럽 연합에서 의료용으로 승인되었다.

임상적으로 agalsidase alfa와 agalsidase beta는 일반적으로 유효성과 안전성이 유사하지만 무작위 시험에서 직접 비교한 적은 없다. 둘 다 2주마다 정맥 주사로 투여된다. 그들은 유럽과 세계의 다른 많은 지역에서 이용 가능하지만 치료 비용은 여전히 매우 높다.
- 약리학적 샤페론 요법은 효소 활성을 유지하기 위한 또 다른 전략이다. 이것은 파브리병을 유발하는 돌연변이에도 불구하고 알파-갈락토시다아제의 올바른 폴딩을 지원함으로써 그렇게 한다. 2022년 3월 현재 약리학적 샤페론 요법을 기반으로 한 의약품이 파브리병에 사용 가능하다.
  - Amicus Therapeutics사가 Galafold라는 상표명으로 판매하는 Migalastat는 많은 돌연변이 형태의 알파-갈락토시다제를 안정화시킬 수 있는 약리학적 샤페론이다. 그것은 입으로 가져온다. 미갈라스타트와 효소 대체 요법을 비교한 무작위 시험에서 두 치료법의 효능과 안전성은 비슷했다. 미국 식품의약국(FDA)은 2004년에 Galafold 희귀의약품 지위를 부여했고, 유럽 위원회는 2006년에 그 뒤를 따랐다. 유럽 의약품청의 인체용 의약품 위원회(CHMP)는 이 약물에 Galafold라는 이름으로 2016년 5월 시판 승인을 부여했다. FDA 승인은 2018년에 이어졌다.
- 2022년 3월 현재 치료가 승인되지 않은 실험 요법은 다음과 같다.
  - AvroBio에 기술이전된 초기 임상시험 중인 유전자치료제가 있다.
  - 사노피-젠자임이 개발 중인 기질 감소 치료제 벤글루스타트(이비글루스타트)
  - 바이오베터(Bio-better) ERT(CDX-6311)는 코덱시스(Codexis)사에서 전임상 개발 중이다.
  - (주)상가모에서 개발중인 유전자치료제(ST-920)가 있다.

### 장기별 치료
파브리병과 관련된 통증은 일부 환자에서 효소 대체 요법으로 부분적으로 완화될 수 있지만, 통증 관리 요법에는 진통제, 항경련제 및 비스테로이드성 항염증제가 포함될 수도 있지만 후자는 일반적으로 신장 질환에서 피하는 것이 가장 좋다. 일부 파브리병 환자에게서 나타나는 신부전은 때때로 혈액 투석을 필요로 한다. 파브리병의 심장 합병증에는 심박조율기 또는 이식형 제세동기가 필요할 수 있는 비정상적인 심장 박동이 포함되며, 종종 나타나는 제한성 심근병증에는 이뇨제가 필요할 수 있다.

## 예후
2001년부터 2008년까지의 등록 자료에 따르면 파브리병의 기대 수명은 남성의 경우 58.2년으로 일반 인구의 74.7년, 여성의 경우 75.4년으로 일반 인구의 80.0년이었다. 가장 흔한 사망 원인은 다음과 같다. 심혈관 질환이 있었고 대부분이 신장 교체를 받았다.

## 역학
파브리병은 범인종이지만 그 희귀성으로 인해 정확한 질병 빈도를 결정하는 것은 어렵다. 일반 인구에서 476,000명 중 1명에서 117,000명 중 1명에 이르는 보고된 발병률은 실제 유병률을 크게 과소평가할 수 있다. 신생아 선별 이니셔티브는 이탈리아에서 약 3,100명의 신생아 중 1명 정도로 예상외로 높은 질병 유병률을 발견했으며, 대만에서는 약 1,500명 중 1명의 신생아 남성이 놀랍도록 높은 빈도로 확인되었다.

## 연구
- 효소 대체 요법: 세포에서 지질(GL-3)을 제거하기 위해 누락된 효소를 대체
- 기질합성 억제, 기질감소요법이라고도 함 : 세포에 축적되는 지질(GL-3)의 생성을 억제
- 샤페론 요법: 결함이 있는 효소에 결합하여 안정화시키는 저분자 약물을 사용하여 효소 활성을 높이고 세포 기능을 증가시킨다.
- 유전자 편집: 세포에서 망가진 유전자를 잠재적으로 잘라서 고칠 수 있는 기술
- 유전자 치료: 영향을 받은 세포를 유전자 변형하여 누락된 효소를 생성한다.

## 역사
파브리병은 1898년 피부과 전문의 요하네스 파브리와 외과의사 윌리엄 앤더슨이 독립적으로 처음 기술했다. 1952년에 지질의 비정상적 저장으로 인한 것으로 인식되었다. 1960년대에 당지질 축적의 원인이 되는 분자 결함뿐 아니라 유전 패턴이 X-염색체 연쇄 방식으로 확립되었다.
하시모토 켄은 1965년 파브리병에 대한 전자현미경 소견에 관한 그의 고전적 논문을 발표했다.
파브리병에 대한 최초의 특정 치료법은 2001년에 승인되었다.